# Coronel Oviedo
Coronel Oviedo est une ville du Paraguay oriental, à l'est d'Asunción. Elle est la capitale du département de Caaguazú. Elle compte environ 50.000 habitants.